# علی‌اکبر جعفری (اوستاشناس)
علی اکبر جعفری (زاده ۱۸ بهمن ۱۲۹۹، درگذشت ۱۵ مهر ۱۳۹۹) اوستاشناس، زبان‌شناس و پژوهشگر، اندیشمند و نویسندهٔ آیین زرتشتی بود.

## زندگینامه
زاده به سال ۱۲۹۹ در شهر کرمان است. وی در کودکی همراه خانواده به شهر کراچی پاکستان کوچ کرد. در این شهر و در آغاز نوجوانی به فراگیری زبان اوستایی، فارسی باستان (فارسی هخامنشیان) و زبان پهلوی نزد دکتر مانِک پیتاوالا، فرنشین آموزشگاهِ پارسی و سپس نزد دستور دکتر مانِکجی دالا موبد بزرگ پاکستان پرداخت. او در زمان جوانی زبان سانسکریت را نیز فراگرفت. وی از آموزشگاهی به نام (سند) در کراچی فارغ‌التحصیل شد و زبان عربی را نیز همان‌جا آموخت. وی دکترای خود را در رشته زبان و ادبیات فارسی در دانشگاه کراچی و فوق دکتری خود را نیز در همین دانشگاه در رشته زبان و ادبیات انگلیسی به پایان برد. جعفری باامی نادری در سال ۱۳۳۳ پیوند همسری بست که راهنما و شریک زندگی او به‌ویژه در فعالیت‌های دیدگاههای متفاوتش نسبت به دین زرتشتی بوده است.
وی به صورت تخصصی و بیش از هشتاد سال از سالهای زندگی خود را در آشنایی و سپس پژوهشگری در دین زرتشتی گذراند و در این راه پژوهشهای بسیاری از جمله نوشتن کتاب، مقاله، مصاحیه و سخنرانی از خود به یادگار گذاشته است. مهمترین اثر وی را میتوان ترجمه ای از گاتها کتاب مقدس زرتشتیان دانست که در آخرین چاپ آن به سال ۱۳۹۸ همزمان به دو زبان فارسی و انگلیسی منتشر شده است. افزون بر این او یک کتاب دیگر با نام "پیام زرتشت آنچنان که از سرودهای آن پاکمرد بر می آید” چاپ ۱۳۴۶  در تهران داشته که کتاب پرفروشی نیز بوده است و بارها تجدید چاپ شده است. زمینه‌های  علمی وی در مطالعات هندوایرانی، مطالعات تطبیقی ادیان، مردم‌شناسی، تاریخ و جغرافیاست. او علاوه بر چیرگی بر زبان فارسی و انگلیسی، به زبان‌های اوستایی، پهلوی، سانسکریت، عربی، بلوچی، گجراتی، هندی، کاچی (سندی-گجراتی)، پنجابی، سندی، سرایکی (زبان منطقه غرب پنجاب و شمال سند)، سندی، اردو و رودباری (زبان منطقه جنوب کرمان) به صورت روان تسلط و آشنایی داشت.  کارها و پژوهش‌هایش با نگاهی متفاوت در مورد ترجمه و تفسیر گات‌ها، سروده‌های آشو زرتشت است. 
او در دو دهه پایانی زندگی خویش انجمنی به نام "انجمن دوست داران زرتشت" را در شهر محل زندگی خود با نام سانتا آنا در نزدیکی اورنج کانتی در جنوب کالیفرنیا تأسیس نمود و در آنجا ادامه پژوهشها و آموزشهای خود با شاگردانش را پیگیر نمود. او همچنین در بسیاری از فعالیتهای فرهنگی و آموزشی مرکز زرتشتیان جنوب کالیفرنیا نقش داشت و سخنرانیها و نشستهای بسیاری را در این زمینه رهبری کرده است. دکتر جعفری به گواه بسیاری از شاگردانش تا آخرین روزهای عمر خویش در دفتر خود مشغول آموزش به پژوهشگران بسیاری در داخل آمریکا و سراسر جهان بوده است. 
دکتر علی اکبر جعفری سه‌شنبه ۱۵ مهرماه ۱۳۹۹ خورشیدی در خانه خود در شهر  سانتا آنا نزدیک اورنج کانتی از ایالت کالیفرنیا امریکا درگذشت. 

## پیشینه‌ی فرهنگی - اجتماعی
علی‌اکبر جعفری پنج سال برای شرکت نفت آرامکو سعودی به‌عنوان مردم‌شناس و دستیار ویرایشگر روزنامه‌نگار کار کرد. پس از بازگشت به ایران و زندگی در تهران در سال ۱۳۳۴ کار و کسب خود را با نام دارالترجمه جعفری راه‌اندازی کرد که خدمات مربوط به ترجمه در کارهای بازرگانی را به شرکت‌هایی مانند شرکت نفت ایران ارائه می‌داد. وی همچنین آموزش اوستا و فارسی باستان و نیز کلاس‌های دینی ایران باستان در جامعه فرهنگی ایران باستان را به مدت دوازده سال برگزار کرد. وی به مدت ۱۷ سال (۱۳۴۲ تا ۱۳۵۹) در وزارت فرهنگ و هنر در تهران کارکرده است که در آغاز به‌عنوان فرنشین بخش امور فرهنگی برای کشورهای آفریقا - آسیایی جایی که بخشی از شغل وی راهنمای ارشد دانشجویان دوره‌ی دکتری در دوره زبان و ادبیات فارسی در دانشگاه تهران از کشورهای افغانستان، هند و پاکستان بود، سپس به‌عنوان رایزن و مشاور وزارت فرهنگ و هنر سرگرم کار شد. 
جعفری  از سال ۱۳۴۷ تا ۱۳۵۵ به‌عنوان استادیار افتخاری دانشکده زبان فارسی در دانشگاه اسلام‌آباد خدمت کرد. در سال ۱۳۵۵ به تهران بازگشت و به‌عنوان مشاور و رایزن به کارش ادامه داد. 
جعفری در سال ۱۳۶۱ به آمریکا مهاجرت کرد و ۹ سال در کالیفرنیا به‌عنوان آموزگار دینی سرگرم گسترش نظریات خود شد.

## کتاب ها به زبان فارسی
- پیام زرتشت آنگونه که از سرودهای آن پاکمرد بر می آید. ۱۹۶۶
- پیام زرتشت -تهران ۱۹۷۴
- هفت هات- تهران ۱۹۷۴
- گلچینی از خرده اوستا ۱۹۷۶
- ستوت یسن ۱۹۸۰
- زرتشت و دین بهی ۱۹۷۶ [۸]
- خرده اوستا با همکاری مهربان خداوندی
- پیام زرتشت اسپنتمان
- آشنایی با زرتشت
- دین بهی زرتشتی و زرتشتیگری[۹]

وی ۲۳ کتاب و کتابچه به زبان‌های فارسی و انگلیسی درباره دین زرتشتی و همچنین ایران باستان، نوشته است. (پیام زرتشت) چاپ ۱۳۴۶ کتابی پرفروش بوده و چندین بار در ایران و آمریکا چاپ دوباره شده است. او همچنین ویراستار گزارش‌نامه جامعه فرهنگی ایران باستان در تهران و گزارش‌نامه ماهانه زرتشتیان مرکز زرتشتیان کالیفرنیا شعبه لس‌آنجلس و ویراستار گزارش نامه دو ماهانه سپنتا نشریه انجمن زرتشتیان که به زبان‌های فارسی و انگلیسی بود.